# 郭诗玲
郭诗玲（英語：Quek See Ling，1986年— ），定居于新加坡的诗人、作家、独立出版人、编辑、讲师，亦投入水墨画创作（2017年31岁学习），古典吉他初学者（2020年34岁学习，习至伦敦圣三一学院第六级曲目）。著诗近千首。曾在新加坡南洋理工大学中华语言文化中心担任学术书刊编辑（2011-2014）、中文系导师（2009-2011，2015），亦具有在新加坡非营利文化机构担任资深华文编辑、受邀担任新加坡政府中学华文创意写作课讲师、马来西亚全国中学生文艺营讲师与少儿华文创意写作比赛评审等的经验。著作10余种，包括九部诗集、一部水墨画集、四部儿童文学作品、一部研究文集；合著两部文史书籍；主编暨合注三部文史散文集；主编一部主题书。

## 生平
生长于马来西亚柔佛新山，毕业于宽柔中学（高三10大成绩优异毕业生）、宽柔二小（六年级20大成绩优异毕业生），新加坡南洋理工大学首届中文系一等荣誉学士（副修翻译）、硕士（汉语言学方向，全科A+），2018年考获南洋艺术学院水墨画甲等文凭。曾在台湾大学、苏州大学等发表汉语言学研究论文。
诗作被台湾诗人鸿鸿评为“没有包袱地从生活中摘取活生生的养分”；被香港小说家董启章评为“有庄子之风，移风易俗，定义诗的新境界”。水墨画作被新加坡水墨画家蔡宝龙评为“立意大胆带幽默，笔墨磅礴，甚有文气，看了令人会心一笑”。
诗作选录于台湾诗刊《卫生纸+》（鸿鸿主编，台北：黑眼睛文化事业有限公司，2016年4月与10月，第31与33期）、陈大为与钟怡雯主编《华文文学百年选.马华卷2：小说、新诗》（台北：九歌出版社，2019）、鸿鸿主编《爵士诗选》（台北：黑眼睛文化事业有限公司，2020年11月）、上海译文出版社《外国文艺》（2018年10月，第5期）。
受邀担任台北市文化局主办的“2019台北诗歌节”的“国际诗人”。
心仪的作家作品：曹雪芹、梵谷、毛姆、亨利·戴维·梭罗、罗兰·巴特、木心、李维菁。
除了写作绘画，曾在台湾、新加坡、马来西亚的20余所教育机构进行文学演讲、导读会、创意写作课等，包括：（台湾）台北教育大学；（新加坡）南洋理工大学、南洋女中、南侨中学、南华中学、德明政府中学、中正中学（总校）、圣尼各拉女校（中学）、海星中学、圣公会中学、圣安东尼女校、新民中学、武吉班让中学、尚育中学、达迈中学、圣玛格烈女校；(马来西亚)金宝拉曼大学、苏丹依德理斯教育大学、槟城大山脚日新独立中学、怡保三德国民型华文中学、怡保育才独立中学、怡保深斋独立中学、霹雳金宝培元独立中学。

## 荣誉奖项 / 入选纪录

### 创作奖（诗 / 画 / 摄影）
- 2020：水墨画《停见不停爱》入选“#SGArtforHCW”（艺励医护人员）公开展示项目（新加坡国家美术馆、新加坡医学会联办）
- 2019：2019台北诗歌节“国际诗人”
- 2019：诗作<三等老人>入选陈大为与钟怡雯主编《华文文学百年选.马华卷2：小说、新诗》（台北：九歌出版社）
- 2008：南洋理工大学“心系南洋”摄影比赛佳作奖

### 文学评论奖
- 2009：第11届新加坡大专文学奖，文学赏析组佳作奖（〈拒绝袜色主义：浅析吕育陶诗作的政治抵抗〉）
- 2008：第10届新加坡大专文学奖，文学赏析组次奖（〈欲和罪的反思：论黎紫书《裸跑男人》的揭示性、批判性与警戒性〉）

### 编辑奖
- 2020：“2019年《联合早报》书选”（鲁白野《马来散记（新编注本）》《狮城散记（新编注本）》，责任编辑，编注者，导读者）
- 2017：“2016年《联合早报》书选”（《致读者：新加坡书店故事1881-2016》，五位编著者之一）[7][8]

### 学术奖
- 2009-2011：南洋理工大学人文与社会科学学院助教奖学金
- 2008：南洋理工大学“云茂潮中文主修学生奖”

## 作品

### 研究文集（总1册）
- 《一粒地球，少用水草：新马华语研究与文学评析》（台北：万卷楼图书股份有限公司，2023）ISBN 978-986-47-8990-0

### 诗集（总9册）
- 9《比谬》（郭诗玲著绘）（新加坡：郭诗玲出版，2023年11月）ISBN 978-981-18-8438-2
- 8《L的棱角》（郭诗玲著绘）（新加坡：郭诗玲出版，2023年4月）ISBN 978-981-18-6360-8
- 7《说好不搅拌》（郭诗玲著绘）（新加坡：郭诗玲出版，2020年8月）ISBN 978-981-14-6370-9
- 6《致美好的灰色》（郭诗玲著绘）（新加坡：郭诗玲出版，2020年3月）ISBN 978-981-14-4631-3
- 5《肉与肉的相遇》（郭诗玲著绘）（新加坡：郭诗玲出版，2019）ISBN 978-981-14-0376-7
- 4《得不到你时得到你》（郭诗玲著绘）（新加坡：郭诗玲出版，2017）ISBN 978-981-11-2387-0
- 3《当你灵感塞车》（新加坡：郭诗玲出版，2016）ISBN 978-981-09-8872-2
- 2《穿着防弹衣的我们怎么拥抱》（新加坡：郭诗玲出版，2015）ISBN 978-981-09-4045-4
- 1《我走在我之上》（新加坡：郭诗玲出版，2014）ISBN 978-981-09-1287-1

### 画集（总1册）
- 《野生的心：郭诗玲水墨画集》（中英双语书，英文书名为Untamed Heart: Chinese Paintings by Quek See Ling，郭诗玲绘编，叶欢玲选）（新加坡：郭诗玲出版，2018）ISBN 978-981-11-7249-6

### 合著作品（总3册）
- 《致读者：新加坡书店故事1881-2016》（五位编著者之一）（新加坡：周星衢基金，2016）ISBN 978-981-09-8944-6
- Passage of Time: Singapore Bookstore Stories 1881-2016 (One of the Five Contributors and Editors) (Singapore: Chou Sing Chu Foundation, 2016) ISBN 978-981-09-8945-3
- 《百年书业话星衢：大众书局创办人周星衢纪事》（四位编著者之一，中英双语书，英文书名为Chou Sing Chu, Founder of POPULAR: Portrait of a Book Industry Titan）（新加坡：周星衢基金，2019）ISBN 978-981-14-3887-5

### 主编（总1册）
- 《拉长的影子：新加坡与外国作家写作理由32札》（中英双语书，英文书名为Elongated Shadows: 32 Passages By Writers from Singapore and Beyond on Their Reasons for Writing （新加坡：郭诗玲出版，2021）ISBN 978-981-14-8141-3

### 主编暨合注作品（总3册）
- 邝国祥著，周星衢基金编注《槟城散记（新编注本）》（责任编辑、四位编注者暨导读者之一）（新加坡：周星衢基金，2023）ISBN 978-981-18-7905-0
- 鲁白野著，周星衢基金编注《马来散记（新编注本）》（责任编辑、两位编注者之一、三位导读者之一）（新加坡：周星衢基金，2019）ISBN 978-981-14-0901-1
- 鲁白野著，周星衢基金编注《狮城散记（新编注本）》（责任编辑、两位编注者之一、三位导读者之一）（新加坡：周星衢基金，2019）ISBN 978-981-14-0902-8

### 儿童文学作品（总8册）
（笔名：蛋挞超人）
- 蛋挞超人改写，安安绘《我爱经典7》（新加坡：周星衢基金，2023）ISBN 978-981-14-0898-4
- 蛋挞超人改写，ikkoku绘《我爱古人7》（新加坡：周星衢基金，2023）ISBN 978-981-14-0898-4
- 蛋挞超人著，月夜桃绘《我爱动物7》（新加坡：周星衢基金，2023）ISBN 978-981-14-0898-4
- 郭诗玲著，月夜桃 绘《辣弟阿角：神秘的纸巾》（新加坡：周星衢基金，2022）ISBN 978-981-18-4233-7
- 蛋挞超人著，ikkoku绘《我爱生活6》（新加坡：周星衢基金，2021）ISBN 978-981-18-2917-8
- 蛋挞超人改写，小比绘《我爱经典6》（新加坡：周星衢基金，2021）ISBN 978-981-18-2914-7
- 蛋挞超人著，任华斌绘《我爱学习5》（新加坡：周星衢基金，2019）ISBN 978-981-14-0899-1
- 蛋挞超人改写，ikkoku绘《我爱经典5》（新加坡：周星衢基金，2019）ISBN 978-981-14-0897-7

## 受邀艺文活动
| 日期           | 地点                                                             | 活动名称                                                                                     | 主办单位                                                                                     | 参与人员                                                                   | 任务      |
| 2015年7月25日  | 新加坡草根书室                                                   | 诗歌朗诵会：第一届新加坡国家诗歌节                                                           | 新加坡国家诗歌节                                                                             | 朗诵诗人：林锐彬、陈志锐、卡夫、郭诗玲、安诗一、林容婵                     | 朗诵3首诗 |
| 2015年8月29日  | 新加坡草根书室                                                   | 文艺分享会“巧遇现代诗的羽毛”                                                                 | 新加坡草根书室                                                                               | 主讲：游以飘、周德成、陈维彪；主持：郭诗玲                                 | 主持      |
| 2016年4月16日  | 新加坡文艺协会                                                   | 《新加坡诗刊》创刊号发布会暨新加坡女诗人座谈会                                               | 新加坡文艺协会                                                                               | 主讲：林子、舒然、郭诗玲、安诗一                                           | 主讲      |
| 2017年4月8日   | 新加坡城市书房                                                   | 诗的当代传播：卫生纸、黑眼睛、台北诗歌节                                                     | 新加坡城市书房                                                                               | 主讲：鸿鸿；主持：郭诗玲                                                   | 主持      |
| 2017年5月13日  | 新加坡国家图书馆大厦16楼观景阁                                   | 致一个时代的书局：挖掘新加坡书店百年变迁                                                     | 新加坡《联合早报》、新加坡周星衢基金                                                         | 主讲：孙松清、郭诗玲、仇莉莲、彭荣汉、李振宏；与谈嘉宾：林仁余             | 主讲      |
| 2017年7月2日   | 新加坡城市书房                                                   | 《得不到你时得到你》新书分享会：诗给我什么？                                                 | 新加坡城市书房                                                                               | 主讲：郭诗玲；主持：张嘉嘉                                                 | 主讲      |
| 2018年4月14日  | 新加坡艺术之家                                                   | 眼睛诗诗的：一场跌心的冒险                                                                   | 新加坡南洋诗会、新加坡艺术之家                                                               | 主讲：郭诗玲；主持：卢筱雯                                                 | 主讲      |
| 2019年1月19日  | 新加坡城市书房                                                   | 诗人与画者之间：《野生的心：郭诗玲水墨画集》新书分享会                                       | 新加坡城市书房                                                                               | 主讲：郭诗玲；主持：张嘉嘉                                                 | 主讲      |
| 2019年3月16日  | 新加坡菜园Bollywood Veggies                                      | BuySingLit活动：“SingLit好自然：诗与写生创作坊”                                              | 新加坡城市书房、新加坡国家艺术理事会                                                         | 导师：陈志锐、郭诗玲                                                       | 主讲      |
| 2019年6月2日   | 吉隆坡城中城会展中心Hospitality Lounge 1                         | 《马来散记》（新编注本）新书座谈会：从鲁白野的《马来散记》《狮城散记》到东南亚的本土文化书写 | 新加坡周星衢基金、马来西亚大众书局                                                           | 主讲：王润华、潘碧华、吴小保、郭诗玲；主持：郭颖轩                         | 主讲      |
| 2019年8月26日  | 怡保深斋独立中学                                                 | 当编辑好不好玩？谈重新编注《马来散记》                                                       | 马来西亚大众书局、新加坡周星衢基金                                                           | 主讲：郭诗玲、仇莉莲                                                       | 主讲      |
| 2019年8月27日  | 怡保育才独立中学                                                 | 当编辑好不好玩？谈重新编注《马来散记》                                                       | 马来西亚大众书局、新加坡周星衢基金                                                           | 主讲：郭诗玲、仇莉莲                                                       | 主讲      |
| 2019年8月28日  | 金宝培元独立中学                                                 | 鲁白野是谁？兼谈重新编注《马来散记》                                                         | 马来西亚大众书局、新加坡周星衢基金                                                           | 主讲：王润华、郭诗玲；朗诵：仇莉莲                                         | 主讲      |
| 2019年8月28日  | 金宝拉曼大学                                                     | 鲁白野《马来散记》之地志、空间、历史、文化书写与意义                                         | 马来西亚大众书局、新加坡周星衢基金                                                           | 主讲：王润华、郭诗玲、仇莉莲                                               | 主讲      |
| 2019年8月29日  | 怡保三德国民型中学                                               | 鲁白野是谁？兼谈重新编注《马来散记》                                                         | 马来西亚大众书局、新加坡周星衢基金                                                           | 主讲：王润华、郭诗玲；朗诵：仇莉莲                                         | 主讲      |
| 2019年10月3日  | 台北季风带书店                                                   | 2019台北诗歌节：诗讲座“《穿着防弹衣的我们怎么拥抱》”                                         | 台北市政府文化局主办，黑眼睛文化事业有限公司执行                                             | 主讲：郭诗玲、林蔚昀；主持：林韦地                                         | 主讲      |
| 2019年10月5日  | 台北永安国民小学篮球场                                           | 2019台北诗歌节：跨领域诗行动“《双重火焰》营火晚会”                                           | 台北市政府文化局主办，黑眼睛文化事业有限公司执行                                             | 参与诗人：郭诗玲、杨小滨、曹疏影、阿芒、洪丹；主持：沈嘉锐；乐手：李承宗等 | 朗诵      |
| 2019年11月24日 | 新加坡城市书房                                                   | 当诗人遇见播音人：郭诗玲《肉与肉的相遇》新书分享会                                           | 新加坡城市书房                                                                               | 主讲：郭诗玲；主持：黄淑君                                                 | 主讲      |
| 2019年12月1日  | 马来西亚霹雳州丹戎马林的苏丹依德理斯教育大学大礼堂（Auditorium） | 马来西亚全国中学生文艺营（主题：叙事的刻度；郭诗玲讲题：叙事不如叙心——谈诗说爱）             | 苏丹依德理斯教育大学中文学程、台湾清华大学中文系                                             | 讲员：罗仕龙、李欣锡、郭诗玲、方肯                                         | 主讲      |
| 2019年12月7日  | 新加坡新达城国际会议与展览中心第324厅                            | 《狮城散记》（新编注本）新书座谈会：从鲁白野的《狮城散记》《马来散记》到东南亚的本土文化书写 | 新加坡周星衢基金                                                                             | 主讲：王润华、廖建裕、郭诗玲                                               | 主讲      |
| 2020年9月17日  | 线上讲座                                                         | 《狮城散记（新编注本）》校园导读会                                                           | 新加坡周星衢基金、南侨中学、海星中学、德明政府中学、新民中学、武吉班让中学、圣尼各拉女子中学 | 主讲：王润华、郭诗玲                                                       | 主讲      |
| 2020年11月13日 | 线上讲座                                                         | 依大人文通识讲座系列五：诗索心可能                                                           | 马来西亚依德理斯教育大学依华文学与学术社                                                     | 主讲：郭诗玲                                                               | 主讲      |
| 2021年4月17日  | 线上讲座                                                         | 第五届武吉文学营：笔声                                                                       | 马来西亚槟城大山脚日新独立中学                                                               | 主讲：郭诗玲                                                               | 主讲      |
| 2022年10月19日 | 新加坡南洋女中                                                   | 自我与他者：穿着防弹衣的我们怎么拥抱                                                         | 新加坡南洋女中                                                                               | 主讲：郭诗玲                                                               | 主讲      |
| 2023年2月7日   | 线上讲座                                                         | 浅谈写诗                                                                                     | 马来西亚葱头仔读书会                                                                         | 主讲：郭诗玲                                                               | 主讲      |
| 2023年3月15日  | 线上讲座                                                         | 写诗这回事：浅谈诗歌创作与文字运用                                                           | 台湾台北教育大学语文与创作学系                                                               | 主讲：郭诗玲                                                               | 主讲      |

## 作品跨媒介呈献
| 日期           | 主办单位                                     | 节目名称                                   | 表演者                 | 诗作                                                 | 策划人                   |
| 2021年10月9日  | 台北市文化局主办；黑眼睛文化事业有限公司执行 | 2021台北诗歌节                             | 余佩真                 | 郭诗玲<如果你到过屠杀博物馆>（载于《肉与肉的相遇》） | 鸿鸿、杨佳娴             |
| 2020年5月31日  | 新加坡联合早报主办；新加坡国家艺术理事会支持 | 线上艺文节目“早报午乐场”之“与诗‧乐同行 ”   | 陈珮文                 | 郭诗玲<跪倒通勤>（载于《致美好的灰色》）             | 梁海彬                   |
| 2019年11月22日 | 马来西亚大山脚日新独立中学                   | 陈奇杰校长荣休会舞台剧《我与我30年的对话》 | 大山脚日新独立中学学生 | 郭诗玲<黄色青春>（载于《穿着防弹衣的我们怎么拥抱》） | 沈时菁等日新独立中学教师 |

## 媒体专访
| 日期                        | 媒体单位          | 节目名称／栏目名称 | 主持人／记者 | 受访人                 | 主题                                           |
| 2022年8月5日                | 新加坡联合早报    | 副刊封面专题       | 周昊         | 郭诗玲                 | <出书一脚踢：本地华文书籍的自费出版>           |
| 2021年12月3日               | 新加坡958城市频道 | 一个风和日丽的下午 | 黄淑君       | 郭诗玲                 | 谈《拉长的影子：新加坡与外国作家写作理由32札》 |
| 2021年11月29日              | 新加坡联合早报    | 副刊封面专题       | 张曦娜       | 郭诗玲                 | <他们与新加坡的文学缘：新华文学的新移民文学>   |
| 2021年10月25日              | 新加坡联合早报    | 副刊阅读版         | 陈宇昕       | 郭诗玲                 | <郭诗玲新书：集结32作家写作理由>               |
| 2020年8月24日               | 新加坡UFM 100.3   | 生活可精彩         | 罗克敏       | 郭诗玲                 | 谈《说好不搅拌》                               |
| 2020年7月28日－30日、8月4日 | 新加坡UFM 100.3   | 这个人，很精彩     | 张承尧       | 郭诗玲                 | 谈创作                                         |
| 2020年3月27日               | 新加坡958城市频道 | 所谓夜晚           | 黄淑君       | 郭诗玲                 | 谈《致美好的灰色》                             |
| 2019年11月29日              | 新加坡958城市频道 | 所谓夜晚           | 黄淑君       | 郭诗玲、郭颖轩         | 谈《狮城散记（新编注本）》                     |
| 2019年8月16日               | 新加坡958城市频道 | 所谓夜晚           | 黄淑君       | 郭诗玲、潘家福、郭颖轩 | 谈《马来散记（新编注本）》                     |
| 2019年7月12日               | 新加坡958城市频道 | 所谓夜晚           | 黄淑君       | 郭诗玲                 | 谈创作                                         |